# Dům U Malířů
Dům U Malířů, také U zlatého kohouta, U bílého kohouta nebo U Mázlů je měšťanský dům středověkého původu čp. 291/11 na Maltézském náměstí v Praze na Malé Straně. Renesančně a později barokně přestavěný dům je zapsán jako kulturní památka.

## Historie
Městiště domu se nalézalo ve středověku od poloviny 13. století v příkopu za hradbami komendy johanitů. Lokalizace jednoho ze tří zdejších domů, pravděpodobně dřevěných, není jistá, protože všechny byly zničeny požárem, založeným husity v roce 1420. Po něm byly na postranním právu téhož kláštera znovu postaveny až v průběhu druhé poloviny 15. století.
Prvním jménem doloženým majitelem domu byl v roce 1543 Jiří Kuřátko, od něhož dům koupil malíř Josef Šitc (psán také Ssytz nebo Schütz) v letech 1570–1589, a po jeho smrti od roku 1589 jeho syn Jiřík Šitc. Ten poprvé pronajal prostory domu pro šenk. Podle ceny to byl skromný domek, v roce 1607 vlastnil měšťan Benedikt Galthan a když v roce 1609 dostal od souseda povolení přistavět k domu patro, pustil se do zásadní stavby. V roce 1641 měl již dvojnásobný dům číslo svého souseda a odlišovaly se označením a, b.  V roce 1685 cena domu dosahovala více než dvojnásobku a v roce 1723 zde majitel provozoval nepovolenou lazebnickou živnost a v patře zpřístupnil pokoj s billiárdem. Lázeňské právo zakoupil od souseda z Lázeňské ulice čp. 286/III až roku 1731. V roce 1843 dům koupil stavitel Vojtěch Jiříkovský, podle jeho profese lze usuzovat na stavební úpravy domu, nedoložené jinak, než plánem a dochovanými klasicistními parketami, skládanými do čtverců.
Na fotografii domu z Eckertova ateliéru, s datem 25.6. 1906 a popiskou U zlatého kohouta (bez domovního znamení na fasádě), na domě není inzerován žádný provoz, zatímco na plotě předzahrádky sousedního domu čp. 292/III je vývěsní cedule hospody Františka Duchoslava se snídaněmi, obědy a večeřemi.
Podle archivní fotografie z doby kolem roku 1925 zde Raffaelo Bernardi provozoval vinárnu s italskými víny, zatímco v domě čp. 292/III byla Velkopopovická pivnice.
Pravděpodobně roku 1936 dům s vinárnou koupil malostranský podnikatel Branislav Mázl (* 1902) a otevřel v suterénu a v přízemí proslulou vinárnu U Mázlů. Pro tyto účely byl  přebudován sklep, postaveno z něj do přízemí nové schodiště, adaptováno přízemí a dekorativní malba ozdobila stěny a klenby lokálu i fasádu západního průčelí. Vinárna se pak nazývala celým jménem majitele, následně U Mázlů a dále U Malířů.
Provoz vinárny byl obnoven v 50. letech 20. století a trvá dosud.

## Architektura
Patrový dům na obdélném půdorysu je situován na šířku v ose sever-jih.Dům boční fasádou zasahuje do Lázeňské ulice. Proporcemi fasády s malými osmidílnými okénky a dvěma výraznými vikýři mansard v mohutné sedlové střeše neztratil svůj barokní ráz. Raně barokní jsou také dva kamenné portály, větší z nich s bosovanou rustikou. Dům je celý podsklepen. Renesanční sklepy mají valené klenby svedené do mohutných pilířů. Přízemí je rovněž renesanční, s pěti prostorami, renesančními valenými klenbami i renesančním schodištěm. Na schodišti jsou klenby křížové. Patro má ploché stropy s fabiony a v největší místnosti na stropě štukový obraz. Podkroví je novodobé.

## Výzdoba
Dekorativní malba interiérů vinárny je historizující, stylově vychází z pozdní gotiky a renesance (erby, nápisové pásky)  a z pijáckých žánrů. Autory maleb z let 1936–1937 byli akademický malíř Rudolf Adámek (1882–1953) a Rudolf Jindřich (1882–1968), druhý z nich dostal příležitost své dílo obnovit ještě po roce 1960. K malbě využili také starší předlohy malíře a karikaturisty Karla Stroffa (1882–1929), pod jeho jménem vyšel soubor pohlednic, prodávaných v Mázlově vinárně.